# Длинноусые
Длинноусые, или комары (лат. Nematocera) — подотряд насекомых с полным превращением из отряда двукрылых (Diptera). Усики представителей этого подотряда состоят из более или менее одинаково развитых, как правило, тонких удлинённых члеников. По сути, общее название всех этих насекомых на русском языке — комары. Относительно длинные усики отличают их от представителей другого подотряда — короткоусых (Brachycera), концевые членики усиков которых редуцированы до небольшой щетинки (аристы). Русское традиционное название этого второго подотряда — мухи. Итак, с биологической точки зрения, комар — любое двукрылое насекомое, у которого флагеллум (жгутик усика) состоит не менее чем из 4 члеников, а щупики — 3—5 члениковые. Питаются, как правило, различными жидкостями, в том числе, кровью позвоночных. Более 30 тыс. видов, включая опасных кровососов (малярийный комар и другие). Встречаются повсеместно, от Гренландии (82°33" с. ш.) до Антарктиды (65°27" ю. ш.).

## Систематика и палеонтология
В настоящее время принята система Вуда и Боркента из 7 инфраотрядов (Wood, Borkent, 1989), хотя, в целом, таксон Nematocera признан парафилетическим. Ранее существовало несколько подходов к систематике группы. Б. Б. Родендорф (1964, 1974) выделял 5 инфраотрядов. В 1973 году Вилли Хенниг (Hennig, 1973) разделил подотряд Nematocera на 4 инфраотряда (Tipulomorpha, Psychodomorpha, Culicomorpha и Bibionomorpha), при этом наиболее примитивным признавался Tipulomorpha. В 1989 число признаваемых инфраотрядов составляло 7 (с учётом выделенных Ptychopteromorpha, Blephariceromorpha и Axymyiomorpha). Древнейшие формы представлены в триасе типуломорфными семействами †Archilimoniidae, †Eopolyneuridae, †Grauvogeliidae, †Musidoromimidae, †Nadipteridae, †Tipulodictyidae (Tipulomorpha). Остальные группы впервые появляются в юрском или меловом периодах, или ещё позднее, в кайнозое. Известно более 30 вымерших семейств длинноусых.
В 2013 году в состав длинноусых двукрылых было включено ископаемое семейство Strashilidae из юрского периода, которое ранее выделялось в отдельный отряд Nakridletia.

## Семейства
Семейства длинноусых двукрылых (Nematocera):
- Anisopodidae Knab, 1912
- Axymyiidae Shannon, 1921
- Bibionidae Fleming, 1821
- Blephariceridae Loew, 1861
- Bolitophilidae Winnertz, 1863
- Canthyloscelididae Enderlein, 1912
- Cecidomyiidae Newman, 1835
- Ceratopogonidae Newman, 1834
- Chaoboridae Newman, 1834
- Chironomidae Newman, 1834
- Corethrellidae Edwards, 1932
- Culicidae Meigen, 1818
- Cylindrotomidae Schiner, 1863
- Deuterophlebiidae Edwards, 1922
- Diadocidiidae Winnertz, 1863
- Ditomyiidae Keilin, 1919
- Dixidae Schiner, 1868[16]
- Hesperinidae Schiner, 1864
- Keroplatidae Rondani, 1856
- Limoniidae Rondani, 1856
- Lygistorrhinidae Edwards, 1925
- Mycetophilidae Newman, 1834
- Nymphomyiidae Tokunaga, 1932
- Pachyneuridae Schiner, 1864
- Pediciidae Osten Sacken, 1859
- Perissommatidae Colless, 1962
- Psychodidae Newman, 1834
- Ptychopteridae Osten Sacken, 1862
- Rangomaramidae Jaschhof & Didham, 2002
- Scatopsidae Newman, 1834
- Sciaridae Billberg, 1820
- Simuliidae Newman, 1834
- Tanyderidae Osten Sacken, 1880
- Thaumaleidae Bezzi, 1913
- Tipulidae Latreille, 1802
- Trichoceridae Rondani, 1841
- Valeseguyidae Amorim & Grimaldi, 2006
- † Ansorgiidae Krzemiñski & Lukashevich, 1993
- † Antefungivoridae Rohdendorf, 1938
- † Archizelmiridae Rohdendorf, 1962
- † Asiochaoboridae Hong & Wang, 1990
- † Boholdoyidae Kovalev, 1985
- † Cascopleciidae Poinar Jr., 2010
- † Crosaphididae Kovalev, 1983
- † Elliidae Krzeminska, Blagoderov & Krezmiñski, 1993
- † Eoditomyiidae Ansorge, 1996
- † Eopolyneuridae Rohdendorf, 1962
- † Grauvogeliidae Krzemiñski, 1999
- † Hennigmatidae Shcherbakov, 1995
- † Heterorhyphidae Ansorge & Krzemiñski, 1995
- † Hyperpolyneuridae Rohdendorf, 1962
- † Luanpingitidae Zhang, 1986
- † Mesosciophilidae Rohdendorf, 1946
- † Nadipteridae Lukashevich, 1995
- † Palaeophoridae Rohdendorf, 1951
- † Paraxymyiidae Rohdendorf, 1946
- † Pleciofungivoridae Rohdendorf, 1946
- † Procramptonomyiidae Kovalev, 1983
- † Protendipedidae Rohdendorf, 1951
- † Protopleciidae Rohdendorf, 1946
- † Protorhyphidae Handlirsch, 1906
- † Protoscatopsidae Rohdendorf, 1946
- † Serendipidae Evenhuis, 1994
- † Siberhyphidae Kovalev, 1985
- † Strashilidae Rasnitsyn, 1992
- † Tanyderophrynidae Rohdendorf, 1962
- † Tethepomyiidae Grimaldi & Arillo, 2009
- † Tillyardipteridae Lukashevich & Shcherbakov, 1999
- † Tipulodictyidae Rohdendorf, 1962
- † Tipulopleciidae Rohdendorf, 1962
- † Vladipteridae Shcherbakov, 1995

## Известные представители
Среди представителей подотряда есть ряд кровососов и переносчиков опасных заболеваний человека и животных, таких как настоящие комары (Culex), малярийные комары (Anopheles), москиты (Phlebotominae) и мошки (Simuliidae). Личинки некоторых видов (например, гессенской мухи и некоторые другие галлицы) — вредители сельскохозяйственных культур. Личинок комаров-звонцов (мотыль) используют в качестве корма для аквариумных рыб. Belgica antarctica найден в Антарктиде.